# آلفين كولت
آلفين كولت (بالإنجليزية: Alvin Colt)‏ هو مصمم أزياء تقليدية أمريكي، ولد في 5 يوليو 1916 في لويفيل في الولايات المتحدة، وتوفي في 4 مايو 2008 في نيويورك في الولايات المتحدة.

## وصلات خارجية
- آلفين كولت على موقع IMDb (الإنجليزية)
- آلفين كولت على موقع قاعدة بيانات برودواي على الإنترنت (الإنجليزية)
- آلفين كولت على موقع قاعدة بيانات الفيلم (الإنجليزية)